# Svarttjärnen (Glava socken, Värmland, 659050-131571)
Svarttjärnen är en sjö i Arvika kommun i Värmland och ingår i Göta älvs huvudavrinningsområde. Sjön är 10 meter djup, har en yta på 0,019 kvadratkilometer och befinner sig 235 meter över havet.